# (636) Erika
(636) Erika es un asteroide perteneciente al cinturón de asteroides descubierto el 8 de febrero de 1907 por Joel Hastings Metcalf desde el observatorio de Taunton, Estados Unidos.

## Designación y nombre
Erika recibió al principio la designación de 1907 XP.
Se desconoce la razón del nombre.

## Características orbitales
Erika orbita a una distancia media del Sol de 2,909 ua, pudiendo alejarse hasta 3,412 ua. Tiene una inclinación orbital de 7,927° y una excentricidad de 0,1727. Emplea en completar una órbita alrededor del Sol 1813 días.